# فرانكو بوجاتس
فرانكو بوجاتس Franko Božac (ولد في 3 نوفمبر 1974) عازف أكورديون كلاسيكي.

## موسيقاه
قدم عروضاً في مسارح في العديد من الدول منها، كوين إليزابيث هول في لندن، ليفربول فيلهارمونيك هول في كورنرستون، هوب في إيفرتون، أوكسفورد بلايهاوس، نوتنهام بلايهاوس، سيتي يونيفرسيتي لندن، هنري وود هول.

## تدريس الموسيقى
وهو حاليا أستاذ الأكورديون في جامعة بولا. وهو عضو في جمعية الفنانين والموسيقيين الكرواتيين، والاتحاد الكرواتي الموسيقي، وجمعية عازفي الأكورديون الكرواتيين.